# استوک بروئرن
استوک بروئرن (به انگلیسی: Stoke Bruerne) یک روستا و محله مدنی در بریتانیا است که در South Northamptonshire واقع شده‌است. استوک بروئرن ۳۹۵ نفر جمعیت دارد.